# شهرستان سیرا (کالیفرنیا)
شهرستان سیرا (به انگلیسی: Sierra County) نام یک شهرستان در ایالت کالیفرنیا در آمریکا است.
بخشداری آن Downieville, California می‌باشد.